# Hamptjärnarna (Skellefteå socken, Västerbotten)
Hamptjärnarna är två sjöar i Skellefteå kommun i Västerbotten och ingår i Bureälvens huvudavrinningsområde.